# フジテレビ開局60周年記念企画 グレイティストTVショー〜ブラウン管が生んだスターたち〜
『フジテレビ開局60周年記念企画 グレイティストTVショー〜ブラウン管から生まれたスターたち〜』（ふじてれびかいきょくきねんろくじゅうしゅうねんとくべつきかく ぐれいてぃすとてぃーびーしょー ブラウン管から生まれたすたーたち）は、2019年3月25日から同年3月29日までフジテレビの『メディアミックスα』（月曜 - 金曜15:50 - 16:50）に放送されていた特別番組（バラエティ番組および番宣番組）である。

## 概要
「フジテレビ60周年記念WEEK」の夕方帯に毎日生放送。
番組では、映像を発信するテレビがあったからこそ生まれた60年分のスター＝人に焦点を当て、びっくり人間からお騒がせスターまでテーマ別に当時の映像を振り返っていく。びっくり人間から、世界で活躍するスーパースターまでテレビだからこそ生まれた60年分のスターを振り返っていく。そして、番組MCは往年のフジテレビ女子アナが曜日ごとにバトンリレーでつないでいく。

## 出演者

### 月曜日
MC
テーマ「TVで生まれたびっくり人間」
- 高島彩・中野美奈子（『めざましテレビ』コンビ。中野退社の2012年以来、7年ぶりの共演）

スペシャルゲスト
- 木村文乃 - フジテレビ開局60周年特別企画『大奥』最終章キャスト
- 岸井ゆきの - 同上

### 火曜日
'MC
テーマ「テレビが生んだスーパー一般人」
- 椿原慶子・加藤綾子（2008年入社の同期コンビで、椿原は産休前最後のテレビ出演となった）

ゲスト
- 森口博子

スペシャルゲスト
- 井ノ原快彦（20th Century） - 関西テレビ開局60周年特別ドラマ『僕が笑うと』主演

### 水曜日
MC
テーマ「世間を騒がせたあの人」
- 八木亜希子・河野景子（1988年入社の同期コンビで、河野退社の1994年以来25年ぶりのタッグMC）

ゲスト
- 勝俣州和

スペシャルゲスト
- 吉田沙保里 - フジテレビ開局60周年記念企画『コレ知らんかった〜!新発見!村上信五の平成スポーツ命場面SP』MC

### 木曜日
MC
テーマ「エンターテイナー」
- 木佐彩子・内田恭子（『プロ野球ニュース』と『すぽると!』司会経験者の女性アナコンビ）

ゲスト
- 関根勤

スペシャルゲスト
- 東山紀之 - フジテレビ開局60周年特別ドラマ『砂の器』主演

### 金曜日
MC
テーマ「あの頃スターは若かった」
- 小島奈津子・西山喜久恵（1992年入社の同期コンビで、『ボキャブラ天国』以来のタッグMC）

ゲスト
- 山田邦子
- 松村邦洋
- 三宅恵介

### 進行
- 藤井弘輝（3月25日 - 28日）
- 大川立樹（3月29日）

### ナレーター
- 牧原俊幸（元フジテレビアナウンサー、3月25日 - 29日）

## 紹介された番組
- 万国びっくりショー
- 世界びっくり人間!ニッポン珍滞在記
- 欽ちゃんのドンとやってみよう!
- あっぱれさんま大先生
- ものまね王座決定戦
- とんねるずのみなさんのおかげです
- とんねるずのみなさんのおかげでした
- 夕やけニャンニャン
- オールナイトフジ
- オレたちひょうきん族
- あいのり
- 力の限りゴーゴゴー!!
- 日清ちびっこのどじまん
- 紅白ものまね歌合戦（『金曜ファミリーアワー』）
- 発表!日本ものまね大賞
- 笑ってる場合ですよ!
- やまだかつてないテレビ（やまだかつてないWink）
- 冗談画報

## スタッフ
- 企画：情野誠人
- プロデューサー：竹内康人
- 演出：川本良樹
- 監修：城間康男、北村要